# 分類学
分類学（ぶんるいがく、英語: taxonomy）とは、生物を分類することを目的とした生物学の一分野。生物を種々な共通的な特徴によって分類し、体系的にまとめ、生物多様性を理解する。
なお、広義の分類学では無生物も含めた事物（観念も含めて）を対象とする。歴史的には博物学にその起源があり、古くは、鉱物などもその対象としたが、それらの分野は分類学という形で発展することがなかった。以下の叙述では狭義の分類学（生物の分類学）についておこなう。
分類学は、この世に存在する、あるいは存在したすべての生物をその対象とする。現在存在しない生物については古生物学が分担するが、現在の生物の分類にも深く関わりがあるため、それらはまとめて考える必要がある。実際には、個々の分類学者はその中の特定の分類群を研究対象とし、全体を見渡した分類体系をその対象にすることのできる人はあまりいない。
分類学は本来は進化論とは無関係であったが、現在では近いどうしを集め分類群を作成することで系統樹が作成され、分類学は進化を理解する上で重要な役割をもっている。

## 分類学が成立すること
生物の世界で分類学が成立することは生物の重要な特徴の一つである。分類学が成立するためには以下のようなことが必要であろう。
まず、生物は種に分かれている。つまり、まず、生物には、細部にわたって同じ構造、機能をもつ個体が複数存在し、それらが生殖によって同じ構造・機能を持つ個体を再生産している。しかも、それらとは違った構造・機能を持ち、同様の個体を再生産する群も存在し、それらの間にはっきりと見分けがつく。このような群を種と呼ぶわけである。
次に、種はそれぞれに固有の特徴を持つが、種を互いに比べたとき、基本的な部分は似ているが、細部で異なった種がみつけられる。それらをまとめることで、ある程度、基本的には似ている種をまとめられる。それを属と呼んだり、科と呼んだり、とにかくそうしてつくったグループを見比べると、それをさらにまとめることができ、このようにして、次第に大きな群をつくることができる。それらの群を分類群という。
実際にはすべての場合にこのようなことがみられるとは言い難いが、大部分の場合にはそうである。このような事柄は生物以外のものではなかなか成立するものではない（再生産されることをのぞいてもである）。分類学者はそこに何らかの意味が存在することを認め、正しい分類をすれば、生物の分類群間の正しい関係をみつけることができることを確信する。その関係のことを類縁関係、それによって組み立てられた分類体系を自然分類と呼ぶ。類縁関係を進化という現象によって理解し、分類体系を再構成しようという考え方が進化分類学である（現在の世界にも進化論を受け入れない人々がおり、彼らはまた異なる考え方をする。創造科学を参照）。

## 分類学の歴史

### 人為分類
生物を大きく仲間分けすることは古来普通に行われてきたことであって、普通名詞に含まれる生物の名前はすべてその過程の産物である。この場合の分類は人間の生活上の都合がよければそれでよいものである。このような分類法を人為分類という。日本語では、たとえば、獣といえばほ乳類を対象にしており、現在の分類学とほぼ一致するが、「魚介類」というと脊索動物である魚類、軟体動物である貝やイカタコ、節足動物であるエビやカニ、棘皮動物であるウニやナマコまでもがそこに含まれる。しかし、魚屋で扱われる生き物というくくりとして、実用的には便利なまとめ方である。

### 自然分類
西洋の博物学の歴史のなかでは、どのような分類が正しいのかが検討され続けた。自然の仕組みを正しく理解することへの欲求がそれを推し進め、あるいは世界を創った神の意志を推し量るためでもあったと思われる。そのようななかから、生物の分類には何か唯一の正しいものがあると考えられるようになった。たとえば、クジラは魚介類ではあるが、実際には魚類ではなくほ乳類に分類すべきだと判断するのである。それを自然分類という。ここから、分類学は自然分類を探し求めることがその目的になった。その始まりがカール・フォン・リンネであった。
なお、どのような分け方が自然分類に当たるのかは最初は当然わからないわけで、既にある分類体系を検討し、個々の生物についての知識を増し、それをもってさらに体系を再検討することを繰り返してゆくことで、いつかは正しい自然分類にたどり着くと考える。当然、その途中の段階では自然分類ではない分類法が取られることになる。それは、その時点では分類に重要と考えられた特徴に基づいて分類されたものだが、後代からはこれを特定の特徴に引きずられ、誤った判断に基づく人為分類といわれることになる。

### カール・リンネ
リンネは分類学の父とも呼ばれる。彼は、著書Systema Naturae 『自然の体系において、２つの大きな貢献を行った。
- それまでに知られていた動植物の種に関する知見をまとめ、階層構造をもった分類体系を構築した[2]。
- 学名のいわゆる二名法を確立したこと。それまでは、西洋科学の進歩につれ、次第に多くの生物種について知られると、それらを既存の種の名に新たな語を追加して命名する場合が多く、複雑な名前が増え続ける状態があった。リンネの方法は、それらを見通しよく整理し、今後の新種の追加にも対応できるようにした[2]。

## 分類学の位置
分類学は、その学問における位置づけが見方によって大きく変わる。一方では博物学的で、網羅的、記載的な学問であり、古くさいものだとの見方がある。これは往々にして生命科学を標榜するような分野からの視点である。このような分野では、生物の個々の種などはあまり重要でなく、すべてに共通するような生命の基本的な性質に関心があり、それを解明するためには少数のモデル生物さえあればよいのである。
他方、生態学など個々の生物種に関わる分野では、すべての始まりが分類学だと考えられている。彼らが扱う様々な生物が、いったい何という名であるかが確定しなければ、それに関して記録することすらできず、またその結果を他者のものと比較することもできないからである。いわば分類学は生物の戸籍づくりを期待されている。
しかし、分類学は他方においてあらゆるその他の分野の成果を元に作られる。古典的には形態が重視され、この点は現在でも変わらないが、生物に関する新しい技術や知見はすべて分類学に反映される。比較解剖学からは器官の構造が、発生学が進めば卵割様式や胚葉が、生化学が進めばアミノ酸の合成経路や脂肪酸の成分比、細胞学からは染色体が、分子遺伝学からはDNAの塩基配列が、いずれも分類学に利用され、そのたびに分類体系は見直しを受ける。
しかしながら分類学はどうしても古めかしい学問と思われがちである。やはりそんな世間と生命科学分野の視線がプレッシャーとなるのであろう、分類学者には一定の憤懣が蓄えられているらしい。とある生物の分類の項に、それが吐き出されたらしい以下のような文章を見つけた。
『分類学は見方によっては古典的と映るかもしれないが、クラシックの音楽やバレーが芸術を表現し続けると同様に、分類学は生物界の構成を現し続ける基盤である』。

## 分類学者の仕事
現実には、ほとんどの分類学者はどれかの分類群を専門とし、そのなかで種の扱いをいじってそのときを過ごす。種の判断がしっかりしていることは分類学の基礎であるから、当然ではある。新しい種の記載には厳格な基準が設けられているが、記載しようとしているものが新しい種であるかどうかの判断は当人に任せられざるを得ない。すでに記載されていたものを記載してしまう場合もあり得るし、その後の進歩によって、細かいことがわかって、すでに記載されている種を細かく分けたり、統合する必要が出る場合もある。そのような作業が分類学者の仕事のかなりの部分を占める。
正しい分類を模索して、分類学者は生物のあらゆる形質を利用する。外形の特徴、内部の構造、様々な器官の構造と機能、それらを検討し、新しい発見があれば、それが分類にどのように使えるかを考える。動物の場合、高次分類では体全体の基本構造（体制）や器官の構造が、種の分類では細部の形質が重要視される。特に、体内受精をするものでは生殖器（特に交接器）の構造が重視されることが多い。同種と思われていたものが行動の観察から別種と判明、その後に形態上の差異がみつかるという経過をたどったもの複数例ある（ホタル類・キムラグモなど）。
植物では維管束などの基本的構造の他、生活環のあり方なども重視される。植物は未だに進化をつづけ、まだ知られていない植物もあるので分類が完成していないといわれている。藻類では、かつては同化色素の種類が重視されたが、現在では鞭毛や葉緑体の構造など微細な構造に重点があるようである。細菌類では物質代謝能力で分類を行う場合が多い。近年では、DNA-DNA分子交雑法、16S rRNA系統解析などでの分類に比重が移ってきている。
形態的特徴に注目した記載が主であったが、分子生物学の発展以降、DNAの塩基配列を比較することによる分類も行われている（分子系統学）。その結果が古典的な分類体系とは相容れない場合も多くあり、現在は流動的な状態にある。また、そのような発展のなかから、原生生物における系統が次第に明らかになり、それが真核生物の中での系統関係に対するこれまでの見方を完全に変えた面がある。

### 分類学者のあり方
分類学的研究はもちろんそれ自体が関心の対象であり得るが、手段、ないしは途中経過として考える場合もあり得る。たとえば、生態学的研究の場合、その地域の生物相がある程度以上判明していないとまったく手のつけようがない。したがって、まずは生物相の解明、つまり、分類学から始めなければならない。日本の動物生態学の初期の重鎮であった宮地伝三郎は淡水の生態学に関心があったが、そのために、まずその弟子に日本の主要な淡水動物の分類群を割り振って分類学の研究を進めさせた。
もっとも、手段ないし途中経過がいつの間にか目的になってしまう例もなくはない。トビムシの研究家である吉井良三は生態学的研究を目指し、そのために、まず分類に手をつけ、結局これが一生の仕事になった旨を述べている。ササラダニの研究家である青木淳一もやや似たことを述べた。
なお、生物学者がどれかの分類群の専門家であることは、かつては当然のことであった。

### 分類学者の型
分類学者はその型として大きく2つにわかれるといわれる。分類群をできるだけ細かく分ける型と、できるだけ大きくまとめる型である。前者を細分主義者（スプリッター）、後者を一括主義者（ランパー）と呼ぶ。

## 分類学の種類
- 進化分類学 - w:evolutionary taxonomy
- 分岐分類学 - w:cladistics
- 表形分類学 - w:phenetics
- 分子系統学 - w:molecular phylogeny

伝統的な分類学ではさまざまな形質の内、どれが重要な形質であるかを判断するという方向性があった。しかし、このような見方は一部の目立つ形質だけを恣意的に重視することになる傾向がある。例えば、鳥類は羽や翼の存在を重視して爬虫類と別の分類群とされてきたが、系統的には爬虫類のなかに含まれる（つまり普通にいう爬虫類は多系統群 - 正確には鳥類という1つの単系統群を除いた側系統群 - である）。
これに対し、できるだけ多くの形質を扱い、数量的に比較して分類しようとする立場が表形分類学（または数量分類学）と呼ばれる。この立場はかならずしも進化上の系統を重視しているわけではない。
一方、伝統的な方法論を無視するわけではないが進化的系統を重視する立場が進化分類学と呼ばれる。これは日本語では系統分類学と呼ばれることも多い。
さらに徹底して、正確に進化的系統のみに基づいた分類を目指す立場を分岐分類学（あるいは分岐論、分岐学）と呼び、ヴィリー・ヘニッヒ(Willi Hennig)によって 1950 年代から主張された。これは英語ではPhylogenetic systematics（「系統分類学」あるいは「系統体系学」）とも呼ばれるが、上記の日本語でいう系統分類学とは異なる立場である。
なお、分岐論的な系統のみを重視する生物命名法としてPhyloCode（ファイロコード）が提案されている。これは従来の命名法のような属・科・目といった階層を使わず、系統のみで生物種を特定する方法である。
現在では形質発現の大元となると考えられる遺伝子のDNA配列を調べることが容易になり、これを比較して系統を推定する方法である分子系統学が急激に発展している。

## 関連文献
- Mayr Ernst, 養老孟司 (1994). ダーウィン進化論の現在. 岩波書店. ISBN 4000056409. NCID BN10745443. 全国書誌番号:94051925